# Municipio Tlacoachistlahuaca
Koordinaten: 16° 48′ N, 98° 18′ W
Das Municipio Tlacoachistlahuaca ist ein Municipio im Osten des mexikanischen Bundesstaats Guerrero in der Region Costa Chica. Der Verwaltungssitz der Gemeinde befindet sich im gleichnamigen Ort Tlacoachistlahuaca, der auch der größte des Municipios ist. Das Municipio hatte beim Zensus 2010 21.306 Einwohner, seine Fläche beläuft sich auf 805 km².

## Geographie
Das Municipio Tlacoachistlahuaca liegt im Osten des mexikanischen Bundesstaats Guerrero auf Höhen zwischen 100 m und 2300 m. Es zählt zur Gänze zur physiographischen Provinz der Sierra Madre del Sur und beinahe vollständig im Einzugsgebiet des Río Ometepec. Die Geologie des Municipios wird zu 60 % von Intrusivgestein (Granit-Granodiorit) bestimmt bei etwa 20 % Gneis; vorherrschende Bodentypen sind Leptosol (48 %), Regosol (32 %) und Cambisol (17 %). Mehr als 90 % der Gemeindefläche sind bewaldet.
Nachbarmunicipios im Bundesstaat Guerrero sind Xochistlahuaca, Ometepec, Igualapa, Metlatónoc, Cochoapa el Grande und Alcozauca de Guerrero, zudem grenzt Tlacoachistlahuaca an den Bundesstaat Oaxaca.

## Bevölkerung
Beim Zensus 2010 wurden im Municipio 21.306 Menschen in 3.878 Wohneinheiten gezählt. Davon wurden 15.804 Personen als Sprecher einer indigenen Sprache registriert, darunter 10.111 Sprecher des Mixtekischen und 4.595 Sprecher des Guerrero-Amuzgo. Über 48 Prozent der Bevölkerung waren Analphabeten. 6.274 Einwohner wurden als Erwerbspersonen registriert, wovon ca. 69 % Männer bzw. 5,3 % arbeitslos waren. Mehr als 66 % der Bevölkerung lebten in extremer Armut. Vorherrschende Religion ist der Katholizismus.

## Orte
Das Municipio Tlacoachistlahuaca umfasst 53 bewohnte localidades, von denen lediglich der Hauptort vom INEGI als urban klassifiziert ist. Sieben Orte wiesen beim Zensus 2010 eine Einwohnerzahl von über 1000 auf, 29 Orte hatten weniger als 100 Einwohner. Die größten Orte sind:
| Ort                                          | Einwohner |
| Tlacoachistlahuaca                           | 4359      |
| Huehuetónoc                                  | 1858      |
| Jicayán de Tovar                             | 1397      |
| San Cristóbal                                | 1297      |
| Santa Cruz Yucucani                          | 1274      |
| San Pedro Cuitlapan                          | 1249      |
| Rancho Viejo (Rancho Nuevo de la Democracia) | 1087      |